# Лященко, Михаил Иванович
Михаил Иванович Лященко (1898 — 1968) — советский военачальник, гвардии генерал-майор танковых войск (31.05.1954).

## Биография
Родился 21 ноября 1908 года в городе Бахмач Российской империи, ныне Черниговской области Украины.
В 1927 году, после окончания 9 классов школы, начал трудовую деятельность. В ряды РККА был призван 6 ноября 1931 года. В мае 1932 года вступил в ВКП(б)/КПСС.
Участник Великой Отечественной войны с 5 июля 1941 года. Воевал на Юго-Западном (март-май 1942), Северо-Западном (июнь-сентябрь 1942), Северо-Кавказском (октябрь 1942 — февраль 1943), Южном (март-октябрь 1943), 4-м Украинском (октябрь 1943 — март 1944), 3-м Украинском (март-май 1944 и ноябрь 1944 — май 1945) и 2-м Украинском (май-ноябрь 1944) фронтах. Прошёл боевой путь от офицера оперативного отдела танковой группы до командира 4-й Гвардейской механизированной Бериславской Краснознамённой бригады 2-го Гвардейского механизированного Николаевского корпуса. Имел ранения и контузию.
Михаил Иванович участвовал в обороне Ленинграда и Кавказа, освобождении Керчи, взятии Будапешта, освобождении Праги, взятии Вены. После окончания войны служил заместителем командира и командиром 27-й гвардейской механизированной дивизии. Окончил курсы усовершенствования при Академии бронетанковых и механизированных войск. В мае 1954 года получил звание «генерал-майор танковых войск». Проживал в городе Осиповичи Бобруйской области Белорусской ССР. В Киеве в настоящее время живут его внуки.
Данные о дате и месте смерти отсутствуют.

## Награды
- Был награждён орденоми Ленина, двумя орденами Красного Знамени, орденами Суворова и Богдана Хмельницкого 2-й степени, Александра Невского и Красной Звезды, а также медалями «За боевые заслуги», «За оборону Ленинграда», «За оборону Кавказа», «За взятие Будапешта», «За освобождение Праги», «За взятие Вены», «За победу над Германией» и другими[2].